# Piotr Szemraj
Piotr Szemraj (ur. 17 marca 1929 w Kozinku, zm. 9 marca 2009 w Sławnie) - żołnierz Batalionów Chłopskich uhonorowany m.in. Złotym Krzyżem Zasługi, członek Związku Żołnierzy Batalionów Robotniczych „Polski Gułag”. Posiadacz tytułu mistrza w dziedzinie ciesielstwa i dekarstwa.

## Bataliony Chłopskie
W czasie okupacji niemieckiej brał udział w wielu akcjach partyzanckich pod banderą Batalionów Chłopskich. Podczas jednej z nich został ranny od wybuchu granatu - doznał obrażeń całego ciała oraz stracił palec u ręki.

## Okres powojenny
W 1947r wyjechał „za chlebem” na Żuławy do miejscowości Cedry Wielkie. Podjął zatrudnienie przy budowie mostów. Potem pracował i uczył się w Szkole Rolniczej w Trutnowie. Następnie pracował w Państwowym Ośrodku Maszynowym w Długim Polu. Ze względów zdrowotnych zmuszony był przerwać ową pracę i w lutym 1950r przyjechał do Sławna. Zatrudnił się w Telekomunikacji przy układaniu tajnych wojskowych kabli podziemnych (praca na terenie całej Polski).

## Polski Gułag
W styczniu 1953r został wbrew swojej woli zatrudniony w Batalionach Budowlanych. Pracował na terenie całego kraju odbudowując Polskę. Po jakimś czasie został zwolniony ze służby z powodów zdrowotnych.

## Czasy współczesne
Od 1965r wrócił do Sławna podejmując pracę w Przedsiębiorstwie Budowlanym jako cieśla. Następnie do 31 lipca 1963r pracował w Miejskim Przedsiębiorstwie Remontowo – Budowlanym w Sławnie w zawodzie cieśla-dekarz, gdzie został wybrany przewodniczącym Związku Zawodowego. Wstąpił do Cechu Rzemiosł Różnych w Słupsku i rozpoczął własną działalność otwierając Usługowy Zakład Ciesielsko-Dekarski. Podczas prowadzenia działalności kształcił uczniów w zawodzie cieśla-dekarz. W roku 1991 ze względu na kłopoty ze zdrowiem przeszedł na rentę inwalidzką.

## Odznaczenia i dowody uznania
Przykładowe dowody uznania i odznaczenia:
- 1955r za wysoką wydajność w pracy (w Budowlanym Przedsiębiorstwie w Sławnie),
- 1961r za dobre wyniki produkcyjne (w Miejskim Przedsiębiorstwie Remontowo-Budowlanym w Sławnie),
- 1975r Odznaką Honorową nr 245/75 „Zasłużony dla Ziemi Sławieńskiej” (przez Powiatową Radę Narodową),
- 1977r za nienaganną pracę w SRZW „Gryf”,
- 1977r jako przodującego działacza ruchu spółdzielczego (przez Centralny Związek Rzemiosła),
- 1984r Honorową Odznaką nr 967 „Za zasługi” (przez Zarząd Izby Rzemieślniczej w Słupsku).
- postanowieniem Prezydenta Rzeczypospolitej Polskiej z dnia 9 kwietnia 2008 za zasługi w działalności społecznej na rzecz upamiętnienia historii i tradycji narodowych odznaczony został Złotym Krzyżem Zasługi[2].
- Podziękowania w Hołdzie Bohaterom Walk o Niepodległość w 90 rocznicę Odzyskania Niepodległości